# Verwahrungsbruch
Der Verwahrungsbruch ist ein Straftatbestand des deutschen Strafrechts. Gesetzlich geregelt ist der Verwahrungsbruch in § 133 StGB und gehört somit zu den Straftaten gegen die öffentliche Ordnung. Aufgrund der Strafandrohung – Freiheitsstrafe bis zu zwei Jahren oder Geldstrafe – handelt es sich bei dem Delikt um ein Vergehen.

## Wortlaut
§ 133 des Strafgesetzbuches lautet:
(2) Dasselbe gilt für Schriftstücke oder andere bewegliche Sachen, die sich in amtlicher Verwahrung einer Kirche oder anderen Religionsgesellschaft des öffentlichen Rechts befinden oder von dieser dem Täter oder einem anderen amtlich in Verwahrung gegeben worden sind.

## Tatbestand
Geschütztes Rechtsgut ist der dienstliche Gewahrsam an beweglichen Sachen. Tatobjekt können alle beweglichen Sachen in dienstlicher Verwahrung sein. Dafür muss die Sache von der Behörde (im Sinne von § 11 Abs. 1 Nr. 7 StGB) in Besitz genommen worden sein, um sie gerade vor unbefugtem Zugriff zu bewahren. An dieser Zugriffsabwendungsabsicht fehlt bei es bei Sachen im bloßen Amtsbesitz wie Büromaterial oder Bibliotheksbüchern. Die Sache kann auch kraft hoheitlicher Anordnung von der Behörde einem anderen in Verwahrung gegeben worden sein, wie die beispielsweise bei privaten Abschleppunternehmen der Fall sein kann. Absatz 2 stellt Sachen in kirchlicher Verwahrung den in Absatz 1 bezeichneten Tatobjekten gleich.
Als Tathandlung kommen das Zerstören, Beschädigen, Unbrauchbarmachen oder sonstige aus der Verwahrung Entziehen in Betracht. Die Sache wird behördlicher Verwahrung entzogen, wenn die unmittelbare Verwendung der Sache unmöglich gemacht wird, insbesondere, wenn sie räumlich derart entfernt wird, dass die Bereitschaft zum Gebrauch aufgehoben oder erheblich erschwert ist. Das bloße Verstecken der Sache kann damit zur Tatbestandsverwirklichung genügen. Stets ist jedoch ein Handeln gegen den Willen des Verfügungsberechtigten erforderlich.
§ 133 Abs. 3 StGB qualifiziert die Tat für Amtsträger im Sinne von § 11 Abs. 1 Nr. 2 StGB sowie für im öffentlichen Dienst besonders Verpflichtete im Sinne von § 11 Abs. 1 Nr. 4 StGB.